# Golin (langue)
Pour les articles homonymes, voir Golin.
Le golin est une langue papoue parlée en Papouasie-Nouvelle-Guinée, dans la province de Chimbu.

## Classification
Le golin est une langue du groupe chimbu, rattaché à la famille des langues de Trans-Nouvelle-Guinée.

## Phonologie
Les consonnes et les voyelles du golin :

### Voyelles
|         | Antérieure | Centrale | Postérieure |
| ------- | ---------- | -------- | ----------- |
| Fermée  | i [i]      |          | u [u]       |
| Moyenne | e [e]      |          | o [o]       |
| Ouverte |            | ɑ [ɑ]    |             |

### Consonnes
|              |              | Bilabiales | Alvéol. | Dorsales | Dorsales | Dorsales |
| ------------ | ------------ | ---------- | ------- | -------- | -------- | -------- |
| Palatales    | Vélaires     | Bilabiales | Alvéol. | Vélaires |          |          |
| Occlusives   | Sourde       | p [p]      | t [t]   |          | k [k]    | kʷ [kʷ]  |
| Occlusives   | Sonore       | b [b]      | d [d]   |          | g [g]    | gʷ [gʷ]  |
| Fricative    | Fricative    |            | s [s]   |          |          |          |
| Nasale       | Nasale       | m [m]      | n [n]   |          |          |          |
| roulée       | roulée       |            | r [ɾ]   |          |          |          |
| liquide      | liquide      |            | l [l]   |          |          |          |
| semi-voyelle | semi-voyelle | w [w]      |         | j [j]    |          |          |

### Allophones
Les occlusives [p] et [b] ont une prononciation qui peut tendre vers la fricativisation. [k] varie entre [k], [kx], [x] et [h].

### Une langue tonale
Le ton, en golin, est un phonème.

## Sources
- (en) Anonyme, Golin Organized Phonological Data, manuscrit, Ukarumpa, SIL, 1992.